# Heinz Jentzsch
Heinz Jentzsch (* 13. März 1920 in Hoppegarten bei Berlin; † 21. April 2012 in Baden-Baden) war der erfolgreichste Trainer in der Geschichte des deutschen Galopp-Rennsports.
Während seiner aktiven Zeit von 1942 bis 1999 verbuchte er 4029 Siege. Von 1960 bis 1994 war Jentzsch 31 Mal erfolgreichster Trainer des Jahres (Trainer-Championat). Sein Nachfolger als Trainer im Stall Asterblüte in Köln wurde Peter Schiergen. Heinz Jentzsch trainierte insgesamt acht Sieger im Deutschen Derby:
- 1969: Don Giovanni
- 1970: Alpenkönig
- 1976: Stuyvesant
- 1978: Zauberer
- 1984: Lagunas
- 1985: Acatenango
- 1993: Lando
- 1994: Laroche

Er ist damit nach George Arnull der erfolgreichste Derby-Trainer. Noch erfolgreicher war er beim Preis der Diana. Hier führt er mit insgesamt elf Siegen die Rangliste klar an.
1992 erhielt Jentsch das Bundesverdienstkreuz Erster Klasse.